# 1791 en journalisme
Cet article présente les faits marquants de l'année 1791 en journalisme.

## Évènements
- Le Ier amendement de la Déclaration des droits consacre la liberté de la presse aux États-Unis : « Le Congrès ne fera aucune loi qui touche l’établissement ou interdise le libre exercice d’une religion, ni qui restreigne la liberté de parole ou de la presse, ou le droit qu’a le peuple de s’assembler paisiblement et d’adresser des pétitions au gouvernement pour la réparation de torts dont il se plaint. »[1].